# Lijst van springspinnen A-G
De lijst van springspinnen A-G geeft een overzicht van alle wetenschappelijk beschreven soorten springspinnen (Salticidae) beginnende met de letters A t/m G. Voor de overige namen, zie:
- Lijst van springspinnen H-O
- Lijst van springspinnen P-Z

## Abracadabrella
Abracadabrella Żabka, 1991
- Abracadabrella birdsville Żabka, 1991
- Abracadabrella elegans (L. Koch, 1879)
- Abracadabrella lewiston Żabka, 1991

## Acragas
Acragas Simon, 1900
- Acragas carinatus Crane, 1943
- Acragas castaneiceps Simon, 1900
- Acragas erythraeus Simon, 1900
- Acragas fallax (Peckham & Peckham, 1896)
- Acragas hieroglyphicus (Peckham & Peckham, 1896)
- Acragas humaitae Bauab & Soares, 1978
- Acragas humilis Simon, 1900
- Acragas leucaspis Simon, 1900
- Acragas longimanus Simon, 1900
- Acragas longipalpus (Peckham & Peckham, 1885)
- Acragas mendax Bauab & Soares, 1978
- Acragas miniaceus Simon, 1900
- Acragas nigromaculatus (Mello-Leitão, 1922)
- Acragas pacatus (Peckham & Peckham, 1896)
- Acragas peckhami (Chickering, 1946)
- Acragas procalvus Simon, 1900
- Acragas quadriguttatus (F. O. P.-Cambridge, 1901)
- Acragas rosenbergi Simon, 1901
- Acragas trimaculatus Mello-Leitão, 1917
- Acragas zeteki (Chickering, 1946)

## Admestina
Admestina Peckham & Peckham, 1888
- Admestina archboldi Piel, 1992
- Admestina tibialis (C. L. Koch, 1846)
- Admestina wheeleri Peckham & Peckham, 1888

## Admesturius
Admesturius Galiano, 1988
- Admesturius bitaeniatus (Simon, 1901)
- Admesturius schajovskoyi Galiano, 1988

## Adoxotoma
Adoxotoma Simon, 1909
- Adoxotoma bargo Żabka, 2001
- Adoxotoma chionopogon Simon, 1909
- Adoxotoma embolica Gardzińska & Żabka, 2010
- Adoxotoma forsteri Żabka, 2004
- Adoxotoma hannae Żabka, 2001
- Adoxotoma justyniae Żabka, 2001
- Adoxotoma nigroolivacea Simon, 1909
- Adoxotoma nitida Gardzińska & Żabka, 2010
- Adoxotoma nodosa (L. Koch, 1879)
- Adoxotoma sexmaculata Gardzińska & Żabka, 2010

## Aelurillus
Aelurillus Simon, 1884
- Aelurillus aeruginosus (Simon, 1871)
- Aelurillus afghanus Azarkina, 2006
- Aelurillus andreevae Nenilin, 1984
- Aelurillus angularis Prószyński, 2000
- Aelurillus ater (Kroneberg, 1875)
- Aelurillus balearus Azarkina, 2006
- Aelurillus basseleti (Lucas, 1846)
- Aelurillus blandus (Simon, 1871)
- Aelurillus bokerinus Prószyński, 2003
- Aelurillus bosmansi Azarkina, 2006
- Aelurillus brutus Wesolowska, 1996
- Aelurillus catherinae Prószyński, 2000
- Aelurillus catus Simon, 1886
- Aelurillus cognatus (O. P.-Cambridge, 1872)
- Aelurillus concolor Kulczyński, 1901
- Aelurillus conveniens (O. P.-Cambridge, 1872)
- Aelurillus cretensis Azarkina, 2002
- Aelurillus cristatopalpus Simon, 1902
- Aelurillus cypriotus Azarkina, 2006
- Aelurillus dorthesi (Audouin, 1826)
- Aelurillus dubatolovi Azarkina, 2003
- Aelurillus faragallai Prószyński, 1993
- Aelurillus galinae Wesolowska & van Harten, 2010
- Aelurillus gershomi Prószyński, 2000
- Aelurillus guecki Metzner, 1999
- Aelurillus helvenacius Logunov, 1993
- Aelurillus hirtipes Denis, 1960
- Aelurillus improvisus Azarkina, 2002
- Aelurillus jerusalemicus Prószyński, 2000
- Aelurillus jocquei Wesolowska & A. Russell-Smith, 2011
- Aelurillus kochi Roewer, 1951
- Aelurillus kopetdaghi Wesolowska, 1996
- Aelurillus kronestedti Azarkina, 2004
- Aelurillus laniger Logunov & Marusik, 2000
- Aelurillus latebricola Spassky, 1941
- Aelurillus leipoldae (Metzner, 1999)
- Aelurillus logunovi Azarkina, 2004
- Aelurillus lopadusae Cantarella, 1983
- Aelurillus lucasi Roewer, 1951
- Aelurillus luctuosus (Lucas, 1846)
- Aelurillus lutosus (Tyschchenko, 1965)
- Aelurillus madagascariensis Azarkina, 2009
- Aelurillus marusiki Azarkina, 2002
- Aelurillus minimontanus Azarkina, 2002
- Aelurillus mirabilis Wesolowska, 2006
- Aelurillus m-nigrum Kulczyński, 1891
- Aelurillus monardi (Lucas, 1846)
- Aelurillus muganicus Dunin, 1984
- Aelurillus nabataeus Prószyński, 2003
- Aelurillus nenilini Azarkina, 2002
- Aelurillus numidicus (Lucas, 1846)
- Aelurillus plumipes (Thorell, 1875)
- Aelurillus politiventris (O. P.-Cambridge, 1872)
- Aelurillus quadrimaculatus Simon, 1889
- Aelurillus reconditus Wesolowska & van Harten, 1994
- Aelurillus rugatus (Bösenberg & Lenz, 1895)
- Aelurillus russelsmithi Azarkina, 2009
- Aelurillus sahariensis Berland & Millot, 1941
- Aelurillus schembrii Cantarella, 1982
- Aelurillus simoni (Lebert, 1877)
- Aelurillus simplex (Herman, 1879)
- Aelurillus spinicrus (Simon, 1871)
- Aelurillus stanislawi (Prószyński, 1999)
- Aelurillus steinmetzi Metzner, 1999
- Aelurillus steliosi Dobroruka, 2002
- Aelurillus subaffinis Caporiacco, 1947
- Aelurillus subfestivus Saito, 1934
- Aelurillus tumidulus Wesolowska & Tomasiewicz, 2008
- Aelurillus unitibialis Azarkina, 2002
- Aelurillus v-insignitus (Clerck, 1757)
  - Aelurillus v-insignitus morulus (Simon, 1937)
  - Aelurillus v-insignitus obsoletus Kulczyński, 1891

## Afraflacilla
Afraflacilla Berland & Millot, 1941
- Afraflacilla antineae (Denis, 1954)
- Afraflacilla asorotica (Simon, 1890)
- Afraflacilla bamakoi Berland & Millot, 1941
- Afraflacilla berlandi Denis, 1955
- Afraflacilla courti Żabka, 1993
- Afraflacilla epiblemoides (Chyzer, 1891)
- Afraflacilla grayorum Żabka, 1993
- Afraflacilla gunbar Żabka & Gray, 2002
- Afraflacilla huntorum Żabka, 1993
- Afraflacilla milledgei Żabka & Gray, 2002
- Afraflacilla risbeci Berland & Millot, 1941
- Afraflacilla scenica Denis, 1955
- Afraflacilla similis Berland & Millot, 1941
- Afraflacilla stridulator Żabka, 1993
- Afraflacilla vestjensi Żabka, 1993
- Afraflacilla wadis (Prószyński, 1989)
- Afraflacilla yeni Żabka, 1993

## Afrobeata
Afrobeata Caporiacco, 1941
- Afrobeata firma Wesolowska & van Harten, 1994
- Afrobeata latithorax Caporiacco, 1941
- Afrobeata magnifica Wesolowska & Russell-Smith, 2000

## Afromarengo
Afromarengo Benjamin, 2004
- Afromarengo coriacea (Simon, 1900)
- Afromarengo lyrifera (Wanless, 1978)

## Agelista
Agelista Simon, 1900
- Agelista andina Simon, 1900

## Agobardus
Agobardus Keyserling, 1885
- Agobardus anormalis Keyserling, 1885
  - Agobardus anormalis montanus Bryant, 1943
- Agobardus blandus Bryant, 1947
- Agobardus brevitarsus Bryant, 1943
- Agobardus cubensis (Franganillo, 1935)
- Agobardus fimbriatus Bryant, 1940
- Agobardus keyserlingi Bryant, 1940
- Agobardus mandibulatus Bryant, 1940
- Agobardus mundus Bryant, 1940
- Agobardus obscurus Bryant, 1943
- Agobardus perpilosus Bryant, 1943
- Agobardus prominens Bryant, 1940

## Agorius
Agorius Thorell, 1877
- Agorius baloghi Szüts, 2003
- Agorius borneensis Edmunds & Prószyński, 2001
- Agorius cinctus Simon, 1901
- Agorius constrictus Simon, 1901
- Agorius formicinus Simon, 1903
- Agorius gracilipes Thorell, 1877
- Agorius kerinci Prószyński, 2009
- Agorius lindu Prószyński, 2009
- Agorius saaristoi Prószyński, 2009
- Agorius semirufus Simon, 1901

## Aillutticus
Aillutticus Galiano, 1987
- Aillutticus knysakae Ruiz & Brescovit, 2006
- Aillutticus montanus Ruiz & Brescovit, 2006
- Aillutticus nitens Galiano, 1987
- Aillutticus pinquidor Galiano, 1987
- Aillutticus raizeri Ruiz & Brescovit, 2006
- Aillutticus rotundus Galiano, 1987
- Aillutticus soteropolitano Ruiz & Brescovit, 2006
- Aillutticus viripotens Ruiz & Brescovit, 2006

## Ajaraneola
Ajaraneola Wesolowska & A. Russell-Smith, 2011
- Ajaraneola mastigophora Wesolowska & A. Russell-Smith, 2011

## Akela
Akela Peckham & Peckham, 1896
- Akela charlottae Peckham & Peckham, 1896
- Akela fulva Dyal, 1935
- Akela ruricola Galiano, 1999

## Albionella
Albionella Chickering, 1946
- Albionella propria Chickering, 1946

## Alcmena
Alcmena C. L. Koch, 1846
- Alcmena amabilis C. L. Koch, 1846
- Alcmena psittacina C. L. Koch, 1846
- Alcmena tristis Mello-Leitão, 1945
- Alcmena vittata Karsch, 1880

## Alfenus
Alfenus Simon, 1902
- Alfenus calamistratus Simon, 1902
- Alfenus chrysophaeus Simon, 1903

## Allococalodes
Allococalodes Wanless, 1982
- Allococalodes alticeps Wanless, 1982
- Allococalodes cornutus Wanless, 1982
- Allococalodes madidus Maddison, 2009

## Allodecta
Allodecta Bryant, 1950
- Allodecta maxillaris Bryant, 1950

## Amatorculus
Amatorculus Ruiz & Brescovit, 2005
- Amatorculus cristinae Ruiz & Brescovit, 2006
- Amatorculus stygius Ruiz & Brescovit, 2005

## Amphidraus
Amphidraus Simon, 1900
- Amphidraus argentinensis Galiano, 1997
- Amphidraus auriga Simon, 1900
- Amphidraus duckei Galiano, 1967
- Amphidraus santanae Galiano, 1967

## Amycus
Amycus C. L. Koch, 1846
- Amycus amrishi Makhan, 2006
- Amycus annulatus Simon, 1900
- Amycus ectypus Simon, 1900
- Amycus equulus Simon, 1900
- Amycus flavicomis Simon, 1900
- Amycus flavolineatus C. L. Koch, 1846
- Amycus igneus (Perty, 1833)
- Amycus lycosiformis Taczanowski, 1878
- Amycus pertyi Simon, 1900
- Amycus rufifrons Simon, 1900
- Amycus spectabilis C. L. Koch, 1846

## Anarrhotus
Anarrhotus Simon, 1902
- Anarrhotus fossulatus Simon, 1902

## Anasaitis
Anasaitis Bryant, 1950
- Anasaitis canosa (Walckenaer, 1837)
- Anasaitis decoris Bryant, 1950
- Anasaitis morgani (Peckham & Peckham, 1901)
- Anasaitis scintilla Bryant, 1950
- Anasaitis venatoria (Peckham & Peckham, 1901)

## Anaurus
Anaurus Simon, 1900
- Anaurus flavimanus Simon, 1900

## Anicius
Anicius Chamberlin, 1925
- Anicius dolius Chamberlin, 1925

## Anokopsis
Anokopsis Bauab & Soares, 1980
- Anokopsis avitoides Bauab & Soares, 1980

## Antillattus
Antillattus Bryant, 1943
- Antillattus gracilis Bryant, 1943
- Antillattus placidus Bryant, 1943

## Aphirape
Aphirape C. L. Koch, 1850
- Aphirape ancilla (C. L. Koch, 1846)
- Aphirape boliviensis Galiano, 1981
- Aphirape flexa Galiano, 1981
- Aphirape gamas Galiano, 1996
- Aphirape misionensis Galiano, 1981
- Aphirape riojana (Mello-Leitão, 1941)
- Aphirape riparia Galiano, 1981
- Aphirape uncifera (Tullgren, 1905)

## Arachnomura
Arachnomura Mello-Leitão, 1917
- Arachnomura adfectuosa Galiano, 1977
- Arachnomura hieroglyphica Mello-Leitão, 1917

## Arachnotermes
Arachnotermes Mello-Leitão, 1928
- Arachnotermes termitophilus Mello-Leitão, 1928

## Araegeus
Araegeus Simon, 1901
- Araegeus fornasinii (Pavesi, 1881)
- Araegeus mimicus Simon, 1901

## Araneotanna
Araneotanna Özdikmen & Kury, 2006
- Araneotanna ornatipes (Berland, 1938)

## Arasia
Arasia Simon, 1901
- Arasia eucalypti Gardzinska, 1996
- Arasia mollicoma (L. Koch, 1880)
- Arasia mullion Żabka, 2002

## Arnoliseus
Arnoliseus Braul, 2002
- Arnoliseus calcarifer (Simon, 1902)
- Arnoliseus graciosa Braul & Lise, 2002

## Artabrus
Artabrus Simon, 1902
- Artabrus erythrocephalus (C. L. Koch, 1846)

## Aruana
Aruana Strand, 1911
- Aruana silvicola Strand, 1911
- Aruana vanstraeleni (Roewer, 1938)

## Aruattus
Aruattus Logunov & Azarkina, 2008
- Aruattus agostii Logunov & Azarkina, 2008

## Asaphobelis
Asaphobelis Simon, 1902
- Asaphobelis physonychus Simon, 1902

## Asaracus
Asaracus C. L. Koch, 1846
- Asaracus megacephalus C. L. Koch, 1846
- Asaracus modestissimus (Caporiacco, 1947)
- Asaracus roeweri Caporiacco, 1947
- Asaracus rufociliatus (Simon, 1902)
- Asaracus semifimbriatus (Simon, 1902)
- Asaracus venezuelicus (Caporiacco, 1955)

## Ascyltus
Ascyltus Karsch, 1878
- Ascyltus audax (Rainbow, 1897)
- Ascyltus divinus Karsch, 1878
- Ascyltus ferox (Rainbow, 1897)
- Ascyltus lautus (Keyserling, 1881)
- Ascyltus minahassae Merian, 1911
- Ascyltus opulentus (Walckenaer, 1837)
- Ascyltus pterygodes (L. Koch, 1865)
- Ascyltus rhizophora Berry, Beatty & Prószyński, 1997
- Ascyltus similis Berry, Beatty & Prószyński, 1997

## Asemonea
Asemonea O. P.-Cambridge, 1869
- Asemonea crinita Wanless, 1980
- Asemonea cristata Thorell, 1895
- Asemonea cuprea Wesolowska, 2009
- Asemonea fimbriata Wanless, 1980
- Asemonea flava Wesolowska, 2001
- Asemonea liberiensis Wanless, 1980
- Asemonea maculata Wanless, 1980
- Asemonea minuta Wanless, 1980
- Asemonea murphyae Wanless, 1980
- Asemonea ornatissima Peckham & Wheeler, 1889
- Asemonea pallida Wesolowska, 2001
- Asemonea picta Thorell, 1895
- Asemonea pinangensis Wanless, 1980
- Asemonea pulchra Berland & Millot, 1941
- Asemonea santinagarensis (Biswas & Biswas, 1992)
- Asemonea serrata Wesolowska, 2001
- Asemonea sichuanensis Song & Chai, 1992
- Asemonea stella Wanless, 1980
- Asemonea tanikawai Ikeda, 1996
- Asemonea tenuipes (O. P.-Cambridge, 1869)
- Asemonea trispila Tang, Yin & Peng, 2006
- Asemonea virgea Wesolowska & Szüts, 2003

## Ashtabula
Ashtabula Peckham & Peckham, 1894
- Ashtabula bicristata (Simon, 1901)
- Ashtabula cuprea Mello-Leitão, 1946
- Ashtabula dentata F. O. P.-Cambridge, 1901
- Ashtabula dentichelis Simon, 1901
- Ashtabula furcillata Crane, 1949
- Ashtabula glauca Simon, 1901
- Ashtabula montana Chickering, 1946
- Ashtabula sexguttata Simon, 1901
- Ashtabula zonura Peckham & Peckham, 1894

## Asianellus
Asianellus Logunov & Heciak, 1996
- Asianellus festivus (C. L. Koch, 1834)
- Asianellus kazakhstanicus Logunov & Heciak, 1996
- Asianellus kuraicus Logunov & Marusik, 2000
- Asianellus ontchalaan Logunov & Heciak, 1996
- Asianellus potanini (Schenkel, 1963)

## Astia
Astia L. Koch, 1879
- Astia colemani Wanless, 1988
- Astia hariola L. Koch, 1879

## Astilodes
Astilodes Żabka, 2009
- Astilodes mariae Żabka, 2009

## Atelurius
Atelurius Simon, 1901
- Atelurius segmentatus Simon, 1901

## Athamas
Athamas O. P.-Cambridge, 1877
- Athamas debakkeri Szüts, 2003
- Athamas guineensis Jendrzejewska, 1995
- Athamas kochi Jendrzejewska, 1995
- Athamas nitidus Jendrzejewska, 1995
- Athamas tahitensis Jendrzejewska, 1995
- Athamas whitmeei O. P.-Cambridge, 1877

## Atomosphyrus
Atomosphyrus Simon, 1902
- Atomosphyrus breyeri Galiano, 1966
- Atomosphyrus tristiculus Simon, 1902

## Attidops
Attidops Banks, 1905
- Attidops cinctipes (Banks, 1900)
- Attidops cutleri Edwards, 1999
- Attidops nickersoni Edwards, 1999
- Attidops youngi (Peckham & Peckham, 1888)

## Attulus
Attulus Simon, 1889
- Attulus helveolus (Simon, 1871)

## Augustaea
Augustaea Szombathy, 1915
- Augustaea formicaria Szombathy, 1915

## Avarua
Avarua Marples, 1955
- Avarua satchelli Marples, 1955

## Avitus
Avitus Peckham & Peckham, 1896
- Avitus anumbi Mello-Leitão, 1940
- Avitus castaneonotatus Mello-Leitão, 1939
- Avitus diolenii Peckham & Peckham, 1896
- Avitus longidens Simon, 1901
- Avitus taylori (Peckham & Peckham, 1901)
- Avitus variabilis Mello-Leitão, 1945

## Bacelarella
Bacelarella Berland & Millot, 1941
- Bacelarella conjugans Szüts & Jocqué, 2001
- Bacelarella dracula Szüts & Jocqué, 2001
- Bacelarella fradei Berland & Millot, 1941
- Bacelarella iactans Szüts & Jocqué, 2001
- Bacelarella pavida Szüts & Jocqué, 2001
- Bacelarella tanohi Szüts & Jocqué, 2001
- Bacelarella tentativa Szüts & Jocqué, 2001

## Bagheera
Bagheera Peckham & Peckham, 1896
- Bagheera kiplingi Peckham & Peckham, 1896
- Bagheera prosper (Peckham & Peckham, 1901)

## Ballognatha
Ballognatha Caporiacco, 1935
- Ballognatha typica Caporiacco, 1935

## Ballus
Ballus C. L. Koch, 1850
- Ballus armadillo (Simon, 1871)
- Ballus chalybeius (Walckenaer, 1802)
- Ballus japonicus Saito, 1939
- Ballus lendli Kolosváry, 1934
- Ballus piger O. P.-Cambridge, 1876
- Ballus rufipes (Simon, 1868)
- Ballus segmentatus Simon, 1900
- Ballus sellatus Simon, 1900
- Ballus tabupumensis Petrunkevitch, 1914
- Ballus variegatus Simon, 1876

## Balmaceda
Balmaceda Peckham & Peckham, 1894
- Balmaceda anulipes Soares, 1942
- Balmaceda biteniata Mello-Leitão, 1922
- Balmaceda chickeringi Roewer, 1951
- Balmaceda modesta (Taczanowski, 1878)
- Balmaceda nigrosecta Mello-Leitão, 1945
- Balmaceda picta Peckham & Peckham, 1894
- Balmaceda reducta Chickering, 1946
- Balmaceda turneri Chickering, 1946
- Balmaceda vera Mello-Leitão, 1917

## Banksetosa
Banksetosa Chickering, 1946
- Banksetosa dubia Chickering, 1946
- Banksetosa notata Chickering, 1946

## Baryphas
Baryphas Simon, 1902
- Baryphas ahenus Simon, 1902
- Baryphas eupogon Simon, 1902
- Baryphas jullieni Simon, 1902
- Baryphas scintillans Berland & Millot, 1941
- Baryphas woodi (Peckham & Peckham, 1902)

## Bathippus
Bathippus Thorell, 1892
- Bathippus birmanicus Thorell, 1895
- Bathippus brocchus (Thorell, 1881)
- Bathippus dentiferellus Strand, 1911
- Bathippus digitalis Zhang, Song & Li, 2003
- Bathippus dilanians (Thorell, 1881)
- Bathippus elaphus (Thorell, 1881)
- Bathippus keyensis Strand, 1911
- Bathippus kochi (Simon, 1903)
- Bathippus latericius (Thorell, 1881)
- Bathippus macilentus Thorell, 1890
- Bathippus macrognathus (Thorell, 1881)
- Bathippus macroprotopus Pocock, 1898
- Bathippus manicatus Simon, 1902
- Bathippus molossus (Thorell, 1881)
- Bathippus montrouzieri (Lucas, 1869)
- Bathippus morsitans Pocock, 1897
- Bathippus oedonychus (Thorell, 1881)
- Bathippus oscitans (Thorell, 1881)
- Bathippus pahang Zhang, Song & Li, 2003
- Bathippus palabuanensis Simon, 1902
- Bathippus papuanus (Thorell, 1881)
- Bathippus proboscideus Pocock, 1899
- Bathippus rechingeri Kulczyński, 1910
- Bathippus rectus Zhang, Song & Li, 2003
- Bathippus ringens (Thorell, 1881)
- Bathippus schalleri Simon, 1902
- Bathippus sedatus Peckham & Peckham, 1907
- Bathippus seltuttensis Strand, 1911
- Bathippus semiannulifer Strand, 1911
- Bathippus shelfordi Peckham & Peckham, 1907
- Bathippus waoranus Strand, 1911

## Bavia
Bavia Simon, 1877
- Bavia aericeps Simon, 1877
- Bavia albolineata Peckham & Peckham, 1885
- Bavia annamita Simon, 1903
- Bavia capistrata (C. L. Koch, 1846)
- Bavia decorata (Thorell, 1890)
- Bavia fedor Berry, Beatty & Prószyński, 1997
- Bavia gabrieli Barrion, 2000
- Bavia hians (Thorell, 1890)
- Bavia intermedia (Karsch, 1880)
- Bavia modesta (Keyserling, 1883)
- Bavia papakula Strand, 1911
- Bavia planiceps (Karsch, 1880)
- Bavia sexpunctata (Doleschall, 1859)
- Bavia sinoamerica Lei & Peng, 2011
- Bavia smedleyi Reimoser, 1929
- Bavia sonsorol Berry, Beatty & Prószyński, 1997
- Bavia thorelli Simon, 1901
- Bavia valida (Keyserling, 1882)

## Baviola
Baviola Simon, 1898
- Baviola braueri Simon, 1898
- Baviola luteosignata Wanless, 1984
- Baviola vanmoli Wanless, 1984

## Beata
Beata Peckham & Peckham, 1895
- Beata aenea (Mello-Leitão, 1945)
- Beata blauveltae Caporiacco, 1947
- Beata cephalica F. O. P.-Cambridge, 1901
- Beata cinereonitida Simon, 1902
- Beata fausta (Peckham & Peckham, 1901)
- Beata germaini Simon, 1902
- Beata hispida (Peckham & Peckham, 1901)
- Beata inconcinna (Peckham & Peckham, 1895)
- Beata jubata (C. L. Koch, 1846)
- Beata longipes (F. O. P.-Cambridge, 1901)
- Beata lucida (Galiano, 1992)
- Beata maccuni (Peckham & Peckham, 1895)
- Beata magna Peckham & Peckham, 1895
- Beata munda Chickering, 1946
- Beata octopunctata (Peckham & Peckham, 1893)
- Beata pernix (Peckham & Peckham, 1901)
- Beata rustica (Peckham & Peckham, 1895)
- Beata striata Petrunkevitch, 1925
- Beata venusta Chickering, 1946
- Beata wickhami (Peckham & Peckham, 1894)
- Beata zeteki Chickering, 1946

## Belippo
Belippo Simon, 1910
- Belippo anguina Simon, 1910
- Belippo calcarata (Roewer, 1942)
- Belippo cygniformis Wanless, 1978
- Belippo ibadan Wanless, 1978
- Belippo milloti (Lessert, 1942)
- Belippo nexilis (Simon, 1910)
- Belippo viettei (Kraus, 1960)

## Belliena
Belliena Simon, 1902
- Belliena biocellosa Simon, 1902
- Belliena flavimana Simon, 1902
- Belliena phalerata Simon, 1902
- Belliena scotti Hogg, 1918

## Bellota
Bellota Peckham & Peckham, 1892
- Bellota fascialis Dyal, 1935
- Bellota formicina (Taczanowski, 1878)
- Bellota livida Dyal, 1935
- Bellota micans Peckham & Peckham, 1909
- Bellota modesta (Chickering, 1946)
- Bellota peckhami Galiano, 1978
- Bellota violacea Galiano, 1972
- Bellota wheeleri Peckham & Peckham, 1909
- Bellota yacui Galiano, 1972

## Bianor
Bianor Peckham & Peckham, 1886
- Bianor albobimaculatus (Lucas, 1846)
- Bianor angulosus (Karsch, 1879)
- Bianor biguttatus Wesolowska & van Harten, 2002
- Bianor biocellosus Simon, 1902
- Bianor compactus (Urquhart, 1885)
- Bianor concolor (Keyserling, 1882)
- Bianor diversipes Simon, 1901
- Bianor eximius Wesolowska & Haddad, 2009
- Bianor fasciatus Mello-Leitão, 1922
- Bianor ghigii (Caporiacco, 1949)
- Bianor hongkong Song et al., 1997
- Bianor incitatus Thorell, 1890
- Bianor kovaczi Logunov, 2001
- Bianor maculatus (Keyserling, 1883)
- Bianor monster Żabka, 1985
- Bianor murphyi Logunov, 2001
- Bianor narmadaensis (Tikader, 1975)
- Bianor nexilis Jastrzebski, 2007
- Bianor orientalis (Dönitz & Strand, 1906)
- Bianor pashanensis (Tikader, 1975)
- Bianor paulyi Logunov, 2009
- Bianor pseudomaculatus Logunov, 2001
- Bianor punjabicus Logunov, 2001
- Bianor quadrimaculatus (Lawrence, 1927)
- Bianor senegalensis Logunov, 2001
- Bianor simplex (Blackwall, 1865)
- Bianor tortus Jastrzebski, 2007
- Bianor vitiensis Berry, Beatty & Prószyński, 1996
- Bianor wunderlichi Logunov, 2001

## Bindax
Bindax Thorell, 1892
- Bindax chalcocephalus (Thorell, 1877)
- Bindax oscitans (Pocock, 1898)

## Bocus
Bocus Peckham & Peckham, 1892
- Bocus angusticollis Deeleman-Reinhold & Floren, 2003
- Bocus excelsus Peckham & Peckham, 1892
- Bocus philippinensis Wanless, 1978

## Bokokius
Bokokius Roewer, 1942
- Bokokius penicillatus Roewer, 1942

## Brancus
Brancus Simon, 1902
- Brancus besanconi (Berland & Millot, 1941)
- Brancus blaisei Simon, 1902
- Brancus fuscimanus (Simon, 1903)
- Brancus hemmingi Caporiacco, 1949
- Brancus muticus Simon, 1902
- Brancus occidentalis Wesolowska & A. Russell-Smith, 2011
- Brancus poecilus Caporiacco, 1949
- Brancus verdieri Berland & Millot, 1941

## Breda
Breda Peckham & Peckham, 1894
- Breda apicalis Simon, 1901
- Breda bicruciata (Mello-Leitão, 1943)
- Breda bistriata (C. L. Koch, 1846)
- Breda flavostriata Simon, 1901
- Breda jovialis (L. Koch, 1879)
- Breda leucoprocta Mello-Leitão, 1940
- Breda lubomirskii (Taczanowski, 1878)
- Breda milvina (C. L. Koch, 1846)
- Breda notata Chickering, 1946
- Breda oserictops (Mello-Leitão, 1941)
- Breda quinquedentata Badcock, 1932
- Breda spinimanu (Mello-Leitão, 1941)
- Breda tristis Mello-Leitão, 1944
- Breda variolosa Simon, 1901

## Bredana
Bredana Gertsch, 1936
- Bredana alternata Gertsch, 1936
- Bredana complicata Gertsch, 1936

## Brettus
Brettus Thorell, 1895
- Brettus adonis Simon, 1900
- Brettus albolimbatus Simon, 1900
- Brettus anchorum Wanless, 1979
- Brettus celebensis (Merian, 1911)
- Brettus cingulatus Thorell, 1895
- Brettus madagascarensis (Peckham & Peckham, 1903)
- Brettus storki Logunov & Azarkina, 2008

## Bristowia
Bristowia Reimoser, 1934
- Bristowia afra Szüts, 2004
- Bristowia heterospinosa Reimoser, 1934

## Bryantella
Bryantella Chickering, 1946
- Bryantella smaragdus (Crane, 1945)
- Bryantella speciosa Chickering, 1946

## Bulolia
Bulolia Żabka, 1996
- Bulolia excentrica Żabka, 1996
- Bulolia ocellata Żabka, 1996

## Burmattus
Burmattus Prószyński, 1992
- Burmattus albopunctatus (Thorell, 1895)
- Burmattus pachytibialis Prószyński & Deeleman-Reinhold, 2010
- Burmattus pococki (Thorell, 1895)
- Burmattus sinicus Prószyński, 1992

## Bythocrotus
Bythocrotus Simon, 1903
- Bythocrotus cephalotes (Simon, 1888)

## Canama
Canama Simon, 1903
- Canama dorcas (Thorell, 1881)
- Canama forceps (Doleschall, 1859)
- Canama hinnulea (Thorell, 1881)
- Canama inquirenda Strand, 1911
- Canama lacerans (Thorell, 1881)
- Canama rutila Peckham & Peckham, 1907

## Capeta
Capeta Ruiz & Brescovit, 2005
- Capeta cachimbo Ruiz & Brescovit, 2006
- Capeta tridens Ruiz & Brescovit, 2005

## Capidava
Capidava Simon, 1902
- Capidava annulipes Caporiacco, 1947
- Capidava auriculata Simon, 1902
- Capidava biuncata Simon, 1902
- Capidava dubia Caporiacco, 1947
- Capidava rufithorax Simon, 1902
- Capidava saxatilis Soares & Camargo, 1948
- Capidava uniformis Mello-Leitão, 1940

## Carabella
Carabella Chickering, 1946
- Carabella banksi Chickering, 1946
- Carabella insignis (Banks, 1929)

## Caribattus
Caribattus Bryant, 1950
- Caribattus inutilis (Peckham & Peckham, 1901)

## Carrhotus
Carrhotus Thorell, 1891
- Carrhotus aeneochelis Strand, 1907
- Carrhotus affinis Caporiacco, 1934
- Carrhotus albolineatus (C. L. Koch, 1846)
- Carrhotus barbatus (Karsch, 1880)
- Carrhotus bellus Wanless, 1984
- Carrhotus catagraphus Jastrzebski, 1999
- Carrhotus coronatus (Simon, 1885)
- Carrhotus erus Jastrzebski, 1999
- Carrhotus harringtoni Prószyński, 1992
- Carrhotus kamjeensis Jastrzebski, 1999
- Carrhotus malayanus Prószyński, 1992
- Carrhotus occidentalis (Denis, 1947)
- Carrhotus olivaceus (Peckham & Peckham, 1907)
- Carrhotus operosus Jastrzebski, 1999
- Carrhotus pulchellus (Thorell, 1895)
- Carrhotus samchiensis Jastrzebski, 1999
- Carrhotus sannio (Thorell, 1877)
- Carrhotus s-bulbosus Jastrzebski, 2009
- Carrhotus scriptus Simon, 1902
- Carrhotus singularis Simon, 1902
- Carrhotus subaffinis Caporiacco, 1947
- Carrhotus sufflavus Jastrzebski, 2009
- Carrhotus sundaicus Prószyński & Deeleman-Reinhold, 2010
- Carrhotus taprobanicus Simon, 1902
- Carrhotus tristis Thorell, 1895
- Carrhotus viduus (C. L. Koch, 1846)
- Carrhotus xanthogramma (Latreille, 1819)

## Cavillator
Cavillator Wesolowska, 2000
- Cavillator longipes Wesolowska, 2000

## Ceglusa
Ceglusa Thorell, 1895
- Ceglusa polita Thorell, 1895

## Cembalea
Cembalea Wesolowska, 1993
- Cembalea affinis Rollard & Wesolowska, 2002
- Cembalea heteropogon (Simon, 1910)
- Cembalea hirsuta Wesolowska, 2011
- Cembalea plumosa (Lessert, 1925)
- Cembalea triloris Haddad & Wesolowska, 2011

## Ceriomura
Ceriomura Simon, 1901
- Ceriomura cruenta (Peckham & Peckham, 1894)
- Ceriomura perita (Peckham & Peckham, 1894)

## Cerionesta
Cerionesta Simon, 1901
- Cerionesta luteola (Peckham & Peckham, 1893)

## Chalcolecta
Chalcolecta Simon, 1884
- Chalcolecta bitaeniata Simon, 1884
- Chalcolecta dimidiata Simon, 1884
- Chalcolecta prensitans (Thorell, 1881)

## Chalcoscirtus
Chalcoscirtus Bertkau, 1880
- Chalcoscirtus alpicola (L. Koch, 1876)
- Chalcoscirtus ansobicus Andreeva, 1976
- Chalcoscirtus atratus (Thorell, 1875)
- Chalcoscirtus bortolgois Logunov & Marusik, 1999
- Chalcoscirtus brevicymbialis Wunderlich, 1980
- Chalcoscirtus carbonarius Emerton, 1917
- Chalcoscirtus catherinae Prószyński, 2000
- Chalcoscirtus charynensis Logunov & Marusik, 1999
- Chalcoscirtus diminutus (Banks, 1896)
- Chalcoscirtus flavipes Caporiacco, 1935
- Chalcoscirtus fulvus Saito, 1939
- Chalcoscirtus glacialis Caporiacco, 1935
  - Chalcoscirtus glacialis sibiricus Marusik, 1991
- Chalcoscirtus grishkanae Marusik, 1988
- Chalcoscirtus helverseni Metzner, 1999
- Chalcoscirtus hosseinieorum Logunov, Marusik & Mozaffarian, 2002
- Chalcoscirtus hyperboreus Marusik, 1991
- Chalcoscirtus infimus (Simon, 1868)
- Chalcoscirtus iranicus Logunov & Marusik, 1999
- Chalcoscirtus janetscheki (Denis, 1957)
- Chalcoscirtus jerusalemicus Prószyński, 2000
- Chalcoscirtus kamchik Marusik, 1991
- Chalcoscirtus karakurt Marusik, 1991
- Chalcoscirtus kirghisicus Marusik, 1991
- Chalcoscirtus koponeni Logunov & Marusik, 1999
- Chalcoscirtus lepidus Wesolowska, 1996
- Chalcoscirtus lii Lei & Peng, 2010
- Chalcoscirtus martensi Żabka, 1980
- Chalcoscirtus michailovi Logunov & Marusik, 1999
- Chalcoscirtus minutus Marusik, 1990
- Chalcoscirtus molo Marusik, 1991
- Chalcoscirtus nenilini Marusik, 1990
- Chalcoscirtus nigritus (Thorell, 1875)
- Chalcoscirtus paraansobicus Marusik, 1990
- Chalcoscirtus parvulus Marusik, 1991
- Chalcoscirtus picinus Wesolowska & van Harten, 2011
- Chalcoscirtus platnicki Marusik, 1995
- Chalcoscirtus pseudoinfimus Ovtsharenko, 1978
- Chalcoscirtus rehobothicus (Strand, 1915)
- Chalcoscirtus sublestus (Blackwall, 1867)
- Chalcoscirtus talturaensis Logunov & Marusik, 2000
- Chalcoscirtus tanasevichi Marusik, 1991
- Chalcoscirtus tanyae Logunov & Marusik, 1999
- Chalcoscirtus vietnamensis Żabka, 1985
- Chalcoscirtus yinae Lei & Peng, 2010
- Chalcoscirtus zyuzini Marusik, 1991

## Chalcotropis
Chalcotropis Simon, 1902
- Chalcotropis acutefrenata Simon, 1902
- Chalcotropis caelodentata Merian, 1911
- Chalcotropis caeruleus (Karsch, 1880)
- Chalcotropis celebensis Merian, 1911
- Chalcotropis decemstriata Simon, 1902
- Chalcotropis insularis (Keyserling, 1881)
- Chalcotropis luceroi Barrion & Litsinger, 1995
- Chalcotropis pennata Simon, 1902
- Chalcotropis praeclara Simon, 1902
- Chalcotropis radiata Simon, 1902

## Chapoda
Chapoda Peckham & Peckham, 1896
- Chapoda festiva Peckham & Peckham, 1896
- Chapoda inermis (F. O. P.-Cambridge, 1901)
- Chapoda panamana Chickering, 1946
- Chapoda peckhami Banks, 1929

## Charippus
Charippus Thorell, 1895
- Charippus errans Thorell, 1895

## Cheliceroides
Cheliceroides Żabka, 1985
- Cheliceroides longipalpis Żabka, 1985

## Cheliferoides
Cheliferoides F. O. P.-Cambridge, 1901
- Cheliferoides longimanus Gertsch, 1936
- Cheliferoides planus Chickering, 1946
- Cheliferoides segmentatus F. O. P.-Cambridge, 1901

## Chinattus
Chinattus Logunov, 1999
- Chinattus caucasicus Logunov, 1999
- Chinattus chichila Logunov, 2003
- Chinattus emeiensis (Peng & Xie, 1995)
- Chinattus furcatus (Xie, Peng & Kim, 1993)
- Chinattus parvulus (Banks, 1895)
- Chinattus sinensis (Prószyński, 1992)
- Chinattus taiwanensis Bao & Peng, 2002
- Chinattus tibialis (Żabka, 1985)
- Chinattus undulatus (Song & Chai, 1992)
- Chinattus validus (Xie, Peng & Kim, 1993)
- Chinattus wulingensis (Peng & Xie, 1995)
- Chinattus wulingoides (Peng & Xie, 1995)

## Chinoscopus
Chinoscopus Simon, 1901
- Chinoscopus ernsti (Simon, 1900)
- Chinoscopus flavus (Peckham, Peckham & Wheeler, 1889)
- Chinoscopus gracilis (Taczanowski, 1872)
- Chinoscopus maculipes Crane, 1943

## Chira
Chira Peckham & Peckham, 1896
- Chira distincta Bauab, 1983
- Chira fagei Caporiacco, 1947
- Chira flavescens Caporiacco, 1947
- Chira gounellei (Simon, 1902)
- Chira guianensis (Taczanowski, 1871)
- Chira lanei Soares & Camargo, 1948
- Chira lucina Simon, 1902
- Chira micans (Simon, 1902)
- Chira reticulata (Mello-Leitão, 1943)
- Chira simoni Galiano, 1961
- Chira spinipes (Taczanowski, 1871)
- Chira spinosa (Mello-Leitão, 1939)
- Chira superba Caporiacco, 1947
- Chira thysbe Simon, 1902
- Chira trivittata (Taczanowski, 1871)
- Chira typica (Mello-Leitão, 1930)

## Chirothecia
Chirothecia Taczanowski, 1878
- Chirothecia amazonica Simon, 1901
- Chirothecia botucatuensis Bauab, 1980
- Chirothecia clavimana (Taczanowski, 1871)
- Chirothecia crassipes Taczanowski, 1878
- Chirothecia daguerrei Galiano, 1972
- Chirothecia euchira (Simon, 1901)
- Chirothecia minima Mello-Leitão, 1943
- Chirothecia rosea (F. O. P.-Cambridge, 1901)
- Chirothecia semiornata Simon, 1901
- Chirothecia soaresi Bauab, 1980
- Chirothecia soesilae Makhan, 2006
- Chirothecia uncata Soares & Camargo, 1948
- Chirothecia wrzesniowskii Taczanowski, 1878

## Chloridusa
Chloridusa Simon, 1902
- Chloridusa viridiaurea Simon, 1902

## Chrysilla
Chrysilla Thorell, 1887
- Chrysilla albens Dyal, 1935
- Chrysilla deelemani Prószyński & Deeleman-Reinhold, 2010
- Chrysilla delicata Thorell, 1892
- Chrysilla doriai Thorell, 1890
- Chrysilla kolosvaryi Caporiacco, 1947
- Chrysilla lauta Thorell, 1887
- Chrysilla pilosa (Karsch, 1878)

## Clynotis
Clynotis Simon, 1901
- Clynotis albobarbatus (L. Koch, 1879)
- Clynotis archeyi (Berland, 1931)
- Clynotis barresi Hogg, 1909
- Clynotis knoxi Forster, 1964
- Clynotis saxatilis (Urquhart, 1886)
- Clynotis semiater (L. Koch, 1879)
- Clynotis semiferrugineus (L. Koch, 1879)
- Clynotis severus (L. Koch, 1879)

## Clynotoides
Clynotoides Mello-Leitão, 1944
- Clynotoides dorae Mello-Leitão, 1944

## Cobanus
Cobanus F. O. P.-Cambridge, 1900
- Cobanus beebei Petrunkevitch, 1914
- Cobanus bifurcatus Chickering, 1946
- Cobanus cambridgei (Bryant, 1943)
- Cobanus cambridgei Chickering, 1946
- Cobanus electus Chickering, 1946
- Cobanus erythrocras Chamberlin & Ivie, 1936
- Cobanus extensus (Peckham & Peckham, 1896)
- Cobanus flavens (Peckham & Peckham, 1896)
- Cobanus guianensis (Caporiacco, 1947)
- Cobanus incurvus Chickering, 1946
- Cobanus mandibularis (Peckham & Peckham, 1896)
- Cobanus obscurus Chickering, 1946
- Cobanus perditus (Banks, 1898)
- Cobanus scintillans Crane, 1943
- Cobanus seclusus Chickering, 1946
- Cobanus subfuscus F. O. P.-Cambridge, 1900
- Cobanus unicolor F. O. P.-Cambridge, 1900

## Cocalodes
Cocalodes Pocock, 1897
- Cocalodes cygnatus Wanless, 1982
- Cocalodes expers Wanless, 1982
- Cocalodes innotabilis Wanless, 1982
- Cocalodes leptopus Pocock, 1897
- Cocalodes longicornis Wanless, 1982
- Cocalodes longipes (Thorell, 1881)
- Cocalodes macellus (Thorell, 1878)
- Cocalodes papuanus Simon, 1900
- Cocalodes platnicki Wanless, 1982
- Cocalodes protervus (Thorell, 1881)
- Cocalodes thoracicus Szombathy, 1915
- Cocalodes turgidus Wanless, 1982

## Cocalus
Cocalus C. L. Koch, 1846
- Cocalus concolor C. L. Koch, 1846
- Cocalus gibbosus Wanless, 1981
- Cocalus limbatus Thorell, 1878
- Cocalus murinus Simon, 1899

## Coccorchestes
Coccorchestes Thorell, 1881
- Coccorchestes aiyura Balogh, 1980
- Coccorchestes biak Balogh, 1980
- Coccorchestes biroi Balogh, 1980
- Coccorchestes blendae Thorell, 1881
- Coccorchestes buszkoae Prószyński, 1971
- Coccorchestes clavifemur Balogh, 1979
- Coccorchestes fenicheli Balogh, 1980
- Coccorchestes ferreus Griswold, 1984
- Coccorchestes fluviatilis Balogh, 1980
- Coccorchestes giluwe Balogh, 1980
- Coccorchestes gressitti Balogh, 1979
- Coccorchestes hamatus Balogh, 1980
- Coccorchestes hastatus Balogh, 1980
- Coccorchestes huon Balogh, 1980
- Coccorchestes ifar Balogh, 1980
- Coccorchestes ildikoae Balogh, 1979
- Coccorchestes inermis Balogh, 1980
- Coccorchestes jahilnickii Prószyński, 1971
- Coccorchestes jimmi Balogh, 1980
- Coccorchestes kaindi Balogh, 1980
- Coccorchestes karimui Balogh, 1980
- Coccorchestes mcadami Balogh, 1980
- Coccorchestes missim Balogh, 1980
- Coccorchestes otto Balogh, 1980
- Coccorchestes piora Balogh, 1980
- Coccorchestes quinquespinosus Balogh, 1980
- Coccorchestes rufipes Thorell, 1881
- Coccorchestes sinofi Balogh, 1980
- Coccorchestes sirunki Balogh, 1980
- Coccorchestes staregai Prószyński, 1971
- Coccorchestes suspectus Balogh, 1980
- Coccorchestes szentivanyi Balogh, 1980
- Coccorchestes taeniatus Balogh, 1980
- Coccorchestes tapini Balogh, 1980
- Coccorchestes triplex Balogh, 1980
- Coccorchestes vanapa Balogh, 1980
- Coccorchestes verticillatus Balogh, 1980
- Coccorchestes vicinus Balogh, 1980
- Coccorchestes vogelkop Balogh, 1980
- Coccorchestes waris Balogh, 1980

## Colaxes
Colaxes Simon, 1900
- Colaxes horton Benjamin, 2004
- Colaxes nitidiventris Simon, 1900
- Colaxes wanlessi Benjamin, 2004

## Colyttus
Colyttus Thorell, 1891
- Colyttus bilineatus Thorell, 1891
- Colyttus lehtineni Żabka, 1985

## Commoris
Commoris Simon, 1902
- Commoris enoplognatha Simon, 1902
- Commoris minor Simon, 1903
- Commoris modesta Bryant, 1943

## Compsodecta
Compsodecta Simon, 1903
- Compsodecta defloccata (Peckham & Peckham, 1901)
- Compsodecta grisea (Peckham & Peckham, 1901)
- Compsodecta haytiensis (Banks, 1903)
- Compsodecta maxillosa (F. O. P.-Cambridge, 1901)
- Compsodecta montana Chickering, 1946
- Compsodecta peckhami Bryant, 1943

## Consingis
Consingis Simon, 1900
- Consingis semicana Simon, 1900

## Copocrossa
Copocrossa Simon, 1901
- Copocrossa albozonata Caporiacco, 1949
- Copocrossa bimaculata Peckham & Peckham, 1903
- Copocrossa harpina Simon, 1903
- Copocrossa politiventris Simon, 1901
- Copocrossa tenuilineata (Simon, 1900)

## Corambis
Corambis Simon, 1901
- Corambis foeldvarii Szüts, 2002
- Corambis insignipes (Simon, 1880)

## Corcovetella
Corcovetella Galiano, 1975
- Corcovetella aemulatrix Galiano, 1975

## Coryphasia
Coryphasia Simon, 1902
- Coryphasia albibarbis Simon, 1902
- Coryphasia artemioi Bauab, 1986
- Coryphasia cardoso Santos & Romero, 2007
- Coryphasia castaneipedis Mello-Leitão, 1947
- Coryphasia fasciiventris (Simon, 1902)
- Coryphasia furcata Simon, 1902
- Coryphasia melloleitaoi Soares & Camargo, 1948
- Coryphasia monteverde Santos & Romero, 2007
- Coryphasia nigriventris Mello-Leitão, 1947
- Coryphasia nuptialis Bauab, 1986

## Corythalia
Corythalia C. L. Koch, 1850
- Corythalia alacris (Peckham & Peckham, 1896)
- Corythalia albicincta (F. O. P.-Cambridge, 1901)
- Corythalia arcuata Franganillo, 1930
  - Corythalia arcuata fulgida Franganillo, 1930
- Corythalia argentinensis Galiano, 1962
- Corythalia argyrochrysos (Mello-Leitão, 1946)
- Corythalia banksi Roewer, 1951
- Corythalia barbipes (Mello-Leitão, 1939)
- Corythalia bicincta Petrunkevitch, 1925
- Corythalia binotata (F. O. P.-Cambridge, 1901)
- Corythalia blanda (Peckham & Peckham, 1901)
- Corythalia brevispina (F. O. P.-Cambridge, 1901)
- Corythalia bryantae Chickering, 1946
- Corythalia canalis (Chamberlin, 1925)
- Corythalia chalcea Crane, 1948
- Corythalia chickeringi Kraus, 1955
- Corythalia cincta (Badcock, 1932)
- Corythalia circumcincta (F. O. P.-Cambridge, 1901)
- Corythalia circumflexa (Mello-Leitão, 1939)
- Corythalia clara Chamberlin & Ivie, 1936
- Corythalia conformans Chamberlin & Ivie, 1936
- Corythalia conspecta (Peckham & Peckham, 1896)
- Corythalia cristata (F. O. P.-Cambridge, 1901)
- Corythalia cubana Roewer, 1951
- Corythalia diffusa Chamberlin & Ivie, 1936
- Corythalia electa (Peckham & Peckham, 1901)
- Corythalia elegantissima (Simon, 1888)
- Corythalia emertoni Bryant, 1940
- Corythalia excavata (F. O. P.-Cambridge, 1901)
- Corythalia fimbriata (Peckham & Peckham, 1901)
- Corythalia flavida (F. O. P.-Cambridge, 1901)
- Corythalia gloriae Petrunkevitch, 1930
- Corythalia grata (Peckham & Peckham, 1901)
- Corythalia hadzji Caporiacco, 1947
- Corythalia heliophanina (Taczanowski, 1871)
- Corythalia insularis Ruiz, Brescovit & Freitas, 2007
- Corythalia iridescens Petrunkevitch, 1926
- Corythalia latipes (C. L. Koch, 1846)
- Corythalia locuples (Simon, 1888)
- Corythalia luctuosa Caporiacco, 1954
- Corythalia metallica (Peckham & Peckham, 1895)
- Corythalia modesta Chickering, 1946
- Corythalia murcida (F. O. P.-Cambridge, 1901)
- Corythalia neglecta Kraus, 1955
- Corythalia nigriventer (F. O. P.-Cambridge, 1901)
- Corythalia nigropicta (F. O. P.-Cambridge, 1901)
- Corythalia noda (Chamberlin, 1916)
- Corythalia obsoleta Banks, 1929
- Corythalia opima (Peckham & Peckham, 1885)
- Corythalia panamana Petrunkevitch, 1925
- Corythalia parva (Peckham & Peckham, 1901)
- Corythalia parvula (Peckham & Peckham, 1896)
- Corythalia peckhami Petrunkevitch, 1914
- Corythalia penicillata (F. O. P.-Cambridge, 1901)
- Corythalia placata (Peckham & Peckham, 1901)
- Corythalia porphyra Brüning & Cutler, 1995
- Corythalia pulchra Petrunkevitch, 1925
- Corythalia quadriguttata (F. O. P.-Cambridge, 1901)
- Corythalia roeweri Kraus, 1955
- Corythalia rugosa Kraus, 1955
- Corythalia serrapophysis (Chamberlin & Ivie, 1936)
- Corythalia spiralis (F. O. P.-Cambridge, 1901)
- Corythalia spirorbis (F. O. P.-Cambridge, 1901)
- Corythalia squamata Bryant, 1940
- Corythalia sulphurea (F. O. P.-Cambridge, 1901)
- Corythalia tristriata Bryant, 1942
- Corythalia tropica (Mello-Leitão, 1939)
- Corythalia ursina (Mello-Leitão, 1940)
- Corythalia valida (Peckham & Peckham, 1901)
- Corythalia vervloeti Soares & Camargo, 1948
- Corythalia voluta (F. O. P.-Cambridge, 1901)
- Corythalia walecki (Taczanowski, 1871)
- Corythalia xanthopa Crane, 1948

## Cosmophasis
Cosmophasis Simon, 1901
- Cosmophasis albipes Berland & Millot, 1941
- Cosmophasis albomaculata Schenkel, 1944
- Cosmophasis arborea Berry, Beatty & Prószyński, 1997
- Cosmophasis australis Simon, 1902
- Cosmophasis bitaeniata (Keyserling, 1882)
- Cosmophasis chlorophthalma (Simon, 1898)
- Cosmophasis chopardi Berland & Millot, 1941
- Cosmophasis cypria (Thorell, 1890)
- Cosmophasis depilata Caporiacco, 1940
- Cosmophasis estrellaensis Barrion & Litsinger, 1995
- Cosmophasis fagei Lessert, 1925
- Cosmophasis fazanica Caporiacco, 1936
- Cosmophasis gemmans (Thorell, 1890)
- Cosmophasis lami Berry, Beatty & Prószyński, 1997
- Cosmophasis laticlavia (Thorell, 1892)
- Cosmophasis longiventris Simon, 1903
- Cosmophasis lucidiventris Simon, 1910
- Cosmophasis maculiventris Strand, 1911
- Cosmophasis marxi (Thorell, 1890)
- Cosmophasis masarangi Merian, 1911
- Cosmophasis micans (L. Koch, 1880)
- Cosmophasis micarioides (L. Koch, 1880)
- Cosmophasis miniaceomicans (Simon, 1888)
- Cosmophasis modesta (L. Koch, 1880)
- Cosmophasis monacha (Thorell, 1881)
- Cosmophasis muralis Berry, Beatty & Prószyński, 1997
- Cosmophasis obscura (Keyserling, 1882)
- Cosmophasis olorina (Simon, 1901)
- Cosmophasis orsimoides Strand, 1911
- Cosmophasis parangpilota Barrion & Litsinger, 1995
- Cosmophasis psittacina (Thorell, 1887)
- Cosmophasis pulchella Caporiacco, 1947
- Cosmophasis quadricincta (Simon, 1885)
- Cosmophasis risbeci Berland, 1938
- Cosmophasis squamata Kulczyński, 1910
- Cosmophasis strandi Caporiacco, 1947
- Cosmophasis thalassina (C. L. Koch, 1846)
- Cosmophasis tricincta Simon, 1910
- Cosmophasis trioipina Barrion & Litsinger, 1995
- Cosmophasis umbratica Simon, 1903
- Cosmophasis valerieae Prószyński & Deeleman-Reinhold, 2010
- Cosmophasis viridifasciata (Doleschall, 1859)
- Cosmophasis weyersi (Simon, 1899)

## Cotinusa
Cotinusa Simon, 1900
- Cotinusa adelae Mello-Leitão, 1944
- Cotinusa albescens Mello-Leitão, 1945
- Cotinusa bisetosa Simon, 1900
- Cotinusa bryantae Chickering, 1946
- Cotinusa cancellata (Mello-Leitão, 1943)
- Cotinusa deserta (Peckham & Peckham, 1894)
- Cotinusa dimidiata Simon, 1900
- Cotinusa distincta (Peckham & Peckham, 1888)
- Cotinusa fenestrata (Taczanowski, 1878)
- Cotinusa furcifera (Schenkel, 1953)
- Cotinusa gemmea (Peckham & Peckham, 1894)
- Cotinusa gertschi (Mello-Leitão, 1947)
- Cotinusa horatia (Peckham & Peckham, 1894)
- Cotinusa irregularis (Mello-Leitão, 1945)
- Cotinusa leucoprocta (Mello-Leitão, 1947)
- Cotinusa magna (Peckham & Peckham, 1894)
- Cotinusa mathematica (Mello-Leitão, 1917)
- Cotinusa melanura Mello-Leitão, 1939
- Cotinusa puella Simon, 1900
- Cotinusa pulchra Mello-Leitão, 1917
- Cotinusa rosascostai Mello-Leitão, 1944
- Cotinusa rubriceps (Mello-Leitão, 1947)
- Cotinusa septempunctata Simon, 1900
- Cotinusa simoni Chickering, 1946
- Cotinusa soesilae Makhan, 2009
- Cotinusa splendida (Dyal, 1935)
- Cotinusa stolzmanni (Taczanowski, 1878)
- Cotinusa trifasciata (Mello-Leitão, 1943)
- Cotinusa trimaculata Mello-Leitão, 1922
- Cotinusa vittata Simon, 1900

## Cucudeta
Cucudeta Maddison, 2009
- Cucudeta gahavisuka Maddison, 2009
- Cucudeta uzet Maddison, 2009
- Cucudeta zabkai Maddison, 2009

## Curubis
Curubis Simon, 1902
- Curubis annulata Simon, 1902
- Curubis erratica Simon, 1902
- Curubis sipeki Dobroruka, 2004
- Curubis tetrica Simon, 1902

## Cylistella
Cylistella Simon, 1901
- Cylistella adjacens (O. P.-Cambridge, 1896)
- Cylistella castanea Petrunkevitch, 1925
- Cylistella coccinelloides (O. P.-Cambridge, 1869)
- Cylistella cuprea (Simon, 1864)
- Cylistella fulva Chickering, 1946
- Cylistella sanctipauli Soares & Camargo, 1948
- Cylistella scarabaeoides (O. P.-Cambridge, 1894)

## Cyllodania
Cyllodania Simon, 1902
- Cyllodania bicruciata Simon, 1902
- Cyllodania minuta Galiano, 1977

## Cynapes
Cynapes Simon, 1900
- Cynapes baptizatus (Butler, 1876)
- Cynapes canosus Simon, 1900
- Cynapes lineatus (Vinson, 1863)
- Cynapes wrighti (Blackwall, 1877)

## Cyrba
Cyrba Simon, 1876
- Cyrba algerina (Lucas, 1846)
- Cyrba armillata Peckham & Peckham, 1907
- Cyrba bidentata Strand, 1906
- Cyrba boveyi Lessert, 1933
- Cyrba dotata Peckham & Peckham, 1903
- Cyrba legendrei Wanless, 1984
- Cyrba lineata Wanless, 1984
- Cyrba nigrimana Simon, 1900
- Cyrba ocellata (Kroneberg, 1875)
- Cyrba simoni Wijesinghe, 1993
- Cyrba szechenyii Karsch, 1898

## Cytaea
Cytaea Keyserling, 1882
- Cytaea aeneomicans Simon, 1902
- Cytaea albichelis Strand, 1911
- Cytaea albolimbata Simon, 1888
- Cytaea argentosa (Thorell, 1881)
- Cytaea barbatissima (Keyserling, 1881)
- Cytaea carolinensis Berry, Beatty & Prószyński, 1998
- Cytaea catella (Thorell, 1891)
- Cytaea clarovittata (Keyserling, 1881)
- Cytaea dispalans (Thorell, 1892)
- Cytaea fibula Berland, 1938
- Cytaea flavolineata Berland, 1938
- Cytaea frontaligera (Thorell, 1881)
- Cytaea guentheri Thorell, 1895
- Cytaea haematica Simon, 1902
- Cytaea haematicoides Strand, 1911
- Cytaea koronivia Berry, Beatty & Prószyński, 1998
- Cytaea laodamia Hogg, 1918
- Cytaea laticeps (Thorell, 1878)
- Cytaea lepida Kulczyński, 1910
- Cytaea levii Peng & Li, 2002
- Cytaea mitellata (Thorell, 1881)
- Cytaea morrisoni Dunn, 1951
- Cytaea nausori Berry, Beatty & Prószyński, 1998
- Cytaea nigriventris (Keyserling, 1881)
- Cytaea nimbata (Thorell, 1881)
- Cytaea oreophila Simon, 1902
- Cytaea piscula (L. Koch, 1867)
  - Cytaea piscula subsiliens (Kulczyński, 1910)
- Cytaea plumbeiventris (Keyserling, 1881)
- Cytaea ponapensis Berry, Beatty & Prószyński, 1998
- Cytaea rai Berry, Beatty & Prószyński, 1998
- Cytaea rubra (Walckenaer, 1837)
- Cytaea severa (Thorell, 1881)
- Cytaea sinuata (Doleschall, 1859)
- Cytaea sylvia Hogg, 1915
- Cytaea taveuniensis Patoleta & Gardzińska, 2010
- Cytaea trispinifera Marples, 1955
- Cytaea vitiensis Berry, Beatty & Prószyński, 1998
- Cytaea whytei Prószyński & Deeleman-Reinhold, 2010

## Damoetas
Damoetas Peckham & Peckham, 1886
- Damoetas nitidus (L. Koch, 1880)

## Darwinneon
Darwinneon Cutler, 1971
- Darwinneon crypticus Cutler, 1971

## Dasycyptus
Dasycyptus Simon, 1902
- Dasycyptus dimus Simon, 1902
- Dasycyptus dubius Berland & Millot, 1941

## Dendryphantes
Dendryphantes C. L. Koch, 1837
- Dendryphantes aethiopicus Wesolowska & Tomasiewicz, 2008
- Dendryphantes amphibolus Chamberlin, 1916
- Dendryphantes andinus Chamberlin, 1916
- Dendryphantes arboretus Wesolowska & Cumming, 2008
- Dendryphantes barguzinensis Danilov, 1997
- Dendryphantes barrosmachadoi Caporiacco, 1955
- Dendryphantes biankii Prószyński, 1979
- Dendryphantes bisquinquepunctatus Taczanowski, 1878
- Dendryphantes calus Chamberlin, 1916
- Dendryphantes caporiaccoi Roewer, 1951
- Dendryphantes centromaculatus Taczanowski, 1878
- Dendryphantes chuldensis Prószyński, 1982
- Dendryphantes comatus Karsch, 1880
- Dendryphantes czekanowskii Prószyński, 1979
- Dendryphantes darchan Logunov, 1993
- Dendryphantes duodecempunctatus Mello-Leitão, 1943
- Dendryphantes fulvipes (Mello-Leitão, 1943)
- Dendryphantes fulviventris (Lucas, 1846)
- Dendryphantes fusconotatus (Grube, 1861)
- Dendryphantes hararensis Wesolowska & Cumming, 2008
- Dendryphantes hastatus (Clerck, 1757)
- Dendryphantes hewitti Lessert, 1925
- Dendryphantes honestus (C. L. Koch, 1846)
- Dendryphantes lanipes C. L. Koch, 1846
- Dendryphantes legibilis (Nicolet, 1849)
- Dendryphantes lepidus (Peckham & Peckham, 1901)
- Dendryphantes linzhiensis Hu, 2001
- Dendryphantes madrynensis Mello-Leitão, 1940
- Dendryphantes mendicus (C. L. Koch, 1846)
- Dendryphantes modestus (Mello-Leitão, 1941)
- Dendryphantes mordax (C. L. Koch, 1846)
- Dendryphantes nicator Wesolowska & van Harten, 1994
- Dendryphantes nigromaculatus (Keyserling, 1885)
- Dendryphantes niveornatus Mello-Leitão, 1936
- Dendryphantes nobilis (C. L. Koch, 1846)
- Dendryphantes ovchinnikovi Logunov & Marusik, 1994
- Dendryphantes patagonicus Simon, 1905
- Dendryphantes potanini Logunov, 1993
- Dendryphantes praeposterus Denis, 1958
- Dendryphantes pseudochuldensis Peng, Xie & Kim, 1994
- Dendryphantes pugnax (C. L. Koch, 1846)
- Dendryphantes purcelli Peckham & Peckham, 1903
- Dendryphantes quaesitus Wesolowska & van Harten, 1994
- Dendryphantes rafalskii Wesolowska, 2000
- Dendryphantes ravidus (Simon, 1868)
- Dendryphantes reimoseri Roewer, 1951
- Dendryphantes rudis (Sundevall, 1833)
- Dendryphantes sacci Simon, 1886
- Dendryphantes sanguineus Wesolowska, 2011
- Dendryphantes schultzei Simon, 1910
- Dendryphantes secretus Wesolowska, 1995
- Dendryphantes sedulus (Blackwall, 1865)
- Dendryphantes seriatus Taczanowski, 1878
- Dendryphantes sexguttatus (Mello-Leitão, 1945)
- Dendryphantes strenuus (C. L. Koch, 1846)
- Dendryphantes tuvinensis Logunov, 1991
- Dendryphantes villarrica Richardson, 2010
- Dendryphantes yadongensis Hu, 2001
- Dendryphantes zygoballoides Chamberlin, 1924

## Depreissia
Depreissia Lessert, 1942
- Depreissia decipiens Deeleman-Reinhold & Floren, 2003
- Depreissia myrmex Lessert, 1942

## Descanso
Descanso Peckham & Peckham, 1892
- Descanso chapoda Peckham & Peckham, 1892
- Descanso discicollis (Taczanowski, 1878)
- Descanso formosus Bryant, 1943
- Descanso insolitus Chickering, 1946
- Descanso magnus Bryant, 1943
- Descanso montanus Bryant, 1943
- Descanso peregrinus Chickering, 1946
- Descanso sobrius Galiano, 1986
- Descanso vagus Peckham & Peckham, 1892
- Descanso ventrosus Galiano, 1986

## Dexippus
Dexippus Thorell, 1891
- Dexippus kleini Thorell, 1891
- Dexippus taiwanensis Peng & Li, 2002
- Dexippus topali Prószyński, 1992

## Diagondas
Diagondas Simon, 1902
- Diagondas viridiaureus Simon, 1902

## Dinattus
Dinattus Bryant, 1943
- Dinattus erebus Bryant, 1943
- Dinattus heros Bryant, 1943
- Dinattus minor Bryant, 1943

## Diolenius
Diolenius Thorell, 1870
- Diolenius albopiceus Hogg, 1915
- Diolenius amplectens Thorell, 1881
- Diolenius angustipes Gardzińska & Żabka, 2006
- Diolenius armatissimus Thorell, 1881
- Diolenius bicinctus Simon, 1884
- Diolenius decorus Gardzińska & Żabka, 2006
- Diolenius infulatus Gardzińska & Żabka, 2006
- Diolenius insignitus Gardzińska & Żabka, 2006
- Diolenius lineatus Gardzińska & Żabka, 2006
- Diolenius lugubris Thorell, 1881
- Diolenius paradoxus Gardzińska & Żabka, 2006
- Diolenius phrynoides (Walckenaer, 1837)
- Diolenius redimiculatus Gardzińska & Żabka, 2006
- Diolenius varicus Gardzińska & Żabka, 2006
- Diolenius virgatus Gardzińska & Żabka, 2006

## Diplocanthopoda
Diplocanthopoda Abraham, 1925
- Diplocanthopoda hatamensis (Thorell, 1881)
- Diplocanthopoda marina Abraham, 1925

## Dolichoneon
Dolichoneon Caporiacco, 1935
- Dolichoneon typicus Caporiacco, 1935

## Donaldius
Donaldius Chickering, 1946
- Donaldius lucidus Chickering, 1946

## Donoessus
Donoessus Simon, 1902
- Donoessus nigriceps (Simon, 1899)
- Donoessus striatus Simon, 1902

## Eburneana
Eburneana Wesolowska & Szüts, 2001
- Eburneana magna Wesolowska & Szüts, 2001
- Eburneana scharffi Wesolowska & Szüts, 2001
- Eburneana wandae Szüts, 2003

## Echeclus
Echeclus Thorell, 1890
- Echeclus concinnus Thorell, 1890

## Echinussa
Echinussa Simon, 1901
- Echinussa imerinensis Simon, 1901
- Echinussa praedatoria (Keyserling, 1877)
- Echinussa vibrabunda (Simon, 1886)

## Edilemma
Edilemma Ruiz & Brescovit, 2006
- Edilemma foraminifera Ruiz & Brescovit, 2006

## Efate
Efate Berland, 1938
- Efate albobicinctus Berland, 1938
- Efate fimbriatus Berry, Beatty & Prószyński, 1996
- Efate raptor Berry, Beatty & Prószyński, 1996

## Emathis
Emathis Simon, 1899
- Emathis astorgasensis Barrion & Litsinger, 1995
- Emathis coprea (Thorell, 1890)
- Emathis luteopunctata Petrunkevitch, 1930
- Emathis makilingensis Barrion & Litsinger, 1995
- Emathis minuta Petrunkevitch, 1930
- Emathis portoricensis Petrunkevitch, 1930
- Emathis sobara (Thorell, 1890)
- Emathis tetuani Petrunkevitch, 1930
- Emathis unispina Franganillo, 1930
- Emathis weyersi Simon, 1899

## Empanda
Empanda Simon, 1903
- Empanda ornata (Peckham & Peckham, 1885)

## Encolpius
Encolpius Simon, 1900
- Encolpius albobarbatus Simon, 1900
- Encolpius fimbriatus Crane, 1943
- Encolpius guaraniticus Galiano, 1968

## Encymachus
Encymachus Simon, 1902
- Encymachus hesperus Lawrence, 1927
- Encymachus livingstonei Simon, 1902

## Enoplomischus
Enoplomischus Giltay, 1931
- Enoplomischus ghesquierei Giltay, 1931
- Enoplomischus spinosus Wesolowska, 2005

## Epeus
Epeus Peckham & Peckham, 1886
- Epeus alboguttatus (Thorell, 1887)
- Epeus albus Prószyński, 1992
- Epeus bicuspidatus (Song, Gu & Chen, 1988)
- Epeus chilapataensis (Biswas & Biswas, 1992)
- Epeus edwardsi Barrion & Litsinger, 1995
- Epeus exdomus Jastrzebski, 2010
- Epeus flavobilineatus (Doleschall, 1859)
- Epeus furcatus Zhang, Song & Li, 2003
- Epeus glorius Żabka, 1985
- Epeus guangxi Peng & Li, 2002
- Epeus hawigalboguttatus Barrion & Litsinger, 1995
- Epeus indicus Prószyński, 1992
- Epeus mirus (Peckham & Peckham, 1907)
- Epeus tener (Simon, 1877)

## Epidelaxia
Epidelaxia Simon, 1902
- Epidelaxia albocruciata Simon, 1902
- Epidelaxia albostellata Simon, 1902
- Epidelaxia obscura Simon, 1902

## Epocilla
Epocilla Thorell, 1887
- Epocilla aurantiaca (Simon, 1885)
- Epocilla blairei Żabka, 1985
- Epocilla calcarata (Karsch, 1880)
- Epocilla chimakothiensis Jastrzebski, 2007
- Epocilla femoralis Simon, 1901
- Epocilla innotata Thorell, 1895
- Epocilla mauriciana Simon, 1901
- Epocilla picturata Simon, 1901
- Epocilla praetextata Thorell, 1887
- Epocilla xylina Simon, 1906

## Erasinus
Erasinus Simon, 1899
- Erasinus flagellifer Simon, 1899
- Erasinus flavibarbis Simon, 1902
- Erasinus gracilis Peckham & Peckham, 1907

## Ergane
Ergane L. Koch, 1881
- Ergane benjarei (Peckham & Peckham, 1907)
- Ergane carinata Berry, Beatty & Prószyński, 1996
- Ergane cognata L. Koch, 1881
- Ergane insulana L. Koch, 1881

## Erica
Erica Peckham & Peckham, 1892
- Erica eugenia Peckham & Peckham, 1892

## Eris
Eris C. L. Koch, 1846
- Eris bulbosa (Karsch, 1880)
- Eris flava (Peckham & Peckham, 1888)
- Eris floridana (Banks, 1904)
- Eris illustris C. L. Koch, 1846
- Eris militaris (Hentz, 1845)
- Eris perpasta (Chickering, 1946)
- Eris perpolita (Chickering, 1946)
- Eris riedeli (Schmidt, 1971)
- Eris rufa (C. L. Koch, 1846)
- Eris tricolor (C. L. Koch, 1846)
- Eris trimaculata (Banks, 1898)
- Eris valida (Chickering, 1946)

## Euophrys
Euophrys C. L. Koch, 1834
- Euophrys acripes (Simon, 1871)
- Euophrys alabardata Caporiacco, 1947
- Euophrys albimana Denis, 1937
- Euophrys albopalpalis Bao & Peng, 2002
- Euophrys albopatella Petrunkevitch, 1914
- Euophrys alticola Denis, 1955
- Euophrys ambigua C. L. Koch, 1846
- Euophrys a-notata Mello-Leitão, 1940
- Euophrys arenaria (Urquhart, 1888)
- Euophrys astuta (Simon, 1871)
- Euophrys atrata Song & Chai, 1992
- Euophrys auricolor Dyal, 1935
- Euophrys baliola (Simon, 1871)
- Euophrys banksi Roewer, 1951
- Euophrys bifoveolata Tullgren, 1905
- Euophrys bryophila Berry, Beatty & Prószyński, 1996
- Euophrys bulbus Bao & Peng, 2002
- Euophrys canariensis Denis, 1941
- Euophrys capicola Simon, 1901
- Euophrys catherinae Prószyński, 2000
- Euophrys concolorata Roewer, 1951
- Euophrys convergentis Strand, 1906
- Euophrys cooki Żabka, 1985
- Euophrys crux Taczanowski, 1878
- Euophrys declivis Karsch, 1879
- Euophrys dhaulagirica Żabka, 1980
- Euophrys difficilis (Simon, 1868)
- Euophrys evae Żabka, 1981
- Euophrys everestensis Wanless, 1975
- Euophrys ferrumequinum Taczanowski, 1878
- Euophrys flavoatra (Grube, 1861)
- Euophrys flordellago Richardson, 2010
- Euophrys frontalis (Walckenaer, 1802)
- Euophrys fucata (Simon, 1868)
- Euophrys gambosa (Simon, 1868)
  - Euophrys gambosa mediocris Simon, 1937
- Euophrys granulata Denis, 1947
- Euophrys herbigrada (Simon, 1871)
- Euophrys infausta Peckham & Peckham, 1903
- Euophrys innotata (Simon, 1868)
- Euophrys jirica Żabka, 1980
- Euophrys kataokai Ikeda, 1996
- Euophrys kawkaban Wesolowska & van Harten, 2007
- Euophrys kirghizica Logunov, 1997
- Euophrys kittenbergeri Caporiacco, 1947
- Euophrys kororensis Berry, Beatty & Prószyński, 1996
- Euophrys laetata Simon, 1904
- Euophrys leipoldti Peckham & Peckham, 1903
- Euophrys leucopalpis Taczanowski, 1878
- Euophrys leucostigma C. L. Koch, 1846
- Euophrys littoralis Soyer, 1959
- Euophrys lunata Bertkau, 1880
- Euophrys luteolineata (Simon, 1871)
- Euophrys manicata (Simon, 1871)
- Euophrys mapuche Galiano, 1968
- Euophrys marmarica Caporiacco, 1928
- Euophrys maura Taczanowski, 1878
- Euophrys megastyla Caporiacco, 1949
- Euophrys melanoleuca Mello-Leitão, 1944
- Euophrys menemerella Strand, 1909
- Euophrys minuta Prószyński, 1992
- Euophrys monadnock Emerton, 1891
- Euophrys mottli Kolosváry, 1934
- Euophrys namulinensis Hu, 2001
- Euophrys nanchonensis Taczanowski, 1878
- Euophrys nangqianensis Hu, 2001
- Euophrys nepalica Żabka, 1980
- Euophrys newtoni Peckham & Peckham, 1896
- Euophrys nigrescens Caporiacco, 1940
- Euophrys nigripalpis Simon, 1937
- Euophrys nigritarsis (Simon, 1868)
- Euophrys nigromaculata (Lucas, 1846)
- Euophrys omnisuperstes Wanless, 1975
- Euophrys patagonica Simon, 1905
- Euophrys patellaris Denis, 1957
- Euophrys pelzelni Taczanowski, 1878
- Euophrys peruviana Taczanowski, 1878
- Euophrys pexa Simon, 1937
- Euophrys poloi Żabka, 1985
- Euophrys proszynskii Logunov, Cutler & Marusik, 1993
- Euophrys pseudogambosa Strand, 1915
- Euophrys pulchella Peckham & Peckham, 1893
- Euophrys purcelli Peckham & Peckham, 1903
- Euophrys quadricolor Taczanowski, 1878
- Euophrys quadripunctata (Lucas, 1846)
- Euophrys quadrispinosa Lawrence, 1938
- Euophrys rapida C. L. Koch, 1846
- Euophrys rosenhaueri L. Koch, 1856
- Euophrys rubroclypea Dyal, 1935
- Euophrys rufa Dyal, 1935
- Euophrys rufibarbis (Simon, 1868)
- Euophrys rufimana (Simon, 1875)
- Euophrys rusticana (Nicolet, 1849)
- Euophrys saitiformis Simon, 1901
- Euophrys sanctimatei Taczanowski, 1878
- Euophrys sedula (Simon, 1875)
- Euophrys semiglabrata (Simon, 1868)
- Euophrys semirufa Simon, 1884
- Euophrys sima Chamberlin, 1916
- Euophrys sinapicolor Taczanowski, 1878
- Euophrys striolata (C. L. Koch, 1846)
- Euophrys sulphurea (L. Koch, 1867)
- Euophrys sutrix Holmberg, 1875
- Euophrys talassica Logunov, 1997
- Euophrys tehuelche Galiano, 1968
- Euophrys terrestris (Simon, 1871)
- Euophrys testaceozonata Caporiacco, 1922
- Euophrys turkmenica Logunov, 1997
- Euophrys uralensis Logunov, Cutler & Marusik, 1993
- Euophrys valens Bösenberg & Lenz, 1895
- Euophrys vestita Taczanowski, 1878
- Euophrys vetusta C. L. Koch, 1846
- Euophrys wanyan Berry, Beatty & Prószyński, 1996
- Euophrys wenxianensis Yang & Tang, 1997
- Euophrys ysobolii Peckham & Peckham, 1896
- Euophrys yulungensis Żabka, 1980

## Eupoa
Eupoa Żabka, 1985
- Eupoa hainanensis Peng & Kim, 1997
- Eupoa jingwei Maddison & Zhang, 2007
- Eupoa liaoi Peng & Li, 2006
- Eupoa maculata Peng & Kim, 1997
- Eupoa nezha Maddison & Zhang, 2007
- Eupoa prima Żabka, 1985
- Eupoa yunnanensis Peng & Kim, 1997

## Euryattus
Euryattus Thorell, 1881
- Euryattus bleekeri (Doleschall, 1859)
- Euryattus breviusculus (Simon, 1902)
- Euryattus celebensis (Merian, 1911)
- Euryattus junxiae Prószyński & Deeleman-Reinhold, 2010
- Euryattus leopoldi (Roewer, 1938)
- Euryattus myiopotami (Thorell, 1881)
- Euryattus porcellus Thorell, 1881
- Euryattus venustus (Doleschall, 1859)
- Euryattus wallacei (Thorell, 1881)

## Eustiromastix
Eustiromastix Simon, 1902
- Eustiromastix bahiensis Galiano, 1979
- Eustiromastix efferatus Bauab & Soares, 1978
- Eustiromastix falcatus Galiano, 1981
- Eustiromastix intermedius Galiano, 1979
- Eustiromastix keyserlingi (Taczanowski, 1878)
- Eustiromastix macropalpus Galiano, 1979
- Eustiromastix major Simon, 1902
- Eustiromastix moraballi Mello-Leitão, 1940
- Eustiromastix nativo Santos & Romero, 2004
- Eustiromastix obscurus (Peckham & Peckham, 1893)
- Eustiromastix vincenti (Peckham & Peckham, 1893)

## Evarcha
Evarcha Simon, 1902
- Evarcha acuta Wesolowska, 2006
- Evarcha albaria (L. Koch, 1878)
- Evarcha amabilis (C. L. Koch, 1846)
- Evarcha annae (Peckham & Peckham, 1903)
- Evarcha aposto Wesolowska & Tomasiewicz, 2008
- Evarcha arabica Wesolowska & van Harten, 2007
- Evarcha arcuata (Clerck, 1757)
- Evarcha armeniaca Logunov, 1999
- Evarcha awashi Wesolowska & Tomasiewicz, 2008
- Evarcha bakorensis Rollard & Wesolowska, 2002
- Evarcha bicoronata (Simon, 1901)
- Evarcha bicuspidata Peng & Li, 2003
- Evarcha bihastata Wesolowska & Russell-Smith, 2000
- Evarcha brinki Haddad & Wesolowska, 2011
- Evarcha bulbosa Żabka, 1985
- Evarcha cancellata (Simon, 1902)
- Evarcha certa Rollard & Wesolowska, 2002
- Evarcha chappuisi Lessert, 1925
- Evarcha chubbi Lessert, 1925
- Evarcha coreana Seo, 1988
- Evarcha crinita Logunov & Zamanpoore, 2005
- Evarcha culicivora Wesolowska & Jackson, 2003
- Evarcha darinurica Logunov, 2001
- Evarcha digitata Peng & Li, 2002
- Evarcha dubia (Kulczyński, 1901)
- Evarcha elegans Wesolowska & Russell-Smith, 2000
- Evarcha eriki Wunderlich, 1987
- Evarcha falcata (Clerck, 1757)
  - Evarcha falcata nigrofusca (Strand, 1900)
  - Evarcha falcata xinglongensis Yang & Tang, 1996
- Evarcha fasciata Seo, 1992
- Evarcha flagellaris Haddad & Wesolowska, 2011
- Evarcha flavocincta (C. L. Koch, 1846)
- Evarcha gausapata (Thorell, 1890)
- Evarcha grandis Wesolowska & A. Russell-Smith, 2011
- Evarcha hirticeps (Song & Chai, 1992)
- Evarcha hoyi (Peckham & Peckham, 1883)
- Evarcha hunanensis Peng, Xie & Kim, 1993
- Evarcha hyllinella Strand, 1913
- Evarcha idanrensis Wesolowska & A. Russell-Smith, 2011
- Evarcha ignea Wesolowska & Cumming, 2008
- Evarcha improcera Wesolowska & van Harten, 2007
- Evarcha infrastriata (Keyserling, 1881)
- Evarcha jucunda (Lucas, 1846)
- Evarcha karas Wesolowska, 2011
- Evarcha kirghisica Rakov, 1997
- Evarcha kochi Simon, 1902
- Evarcha laetabunda (C. L. Koch, 1846)
- Evarcha maculata Rollard & Wesolowska, 2002
- Evarcha madagascariensis Prószyński, 1992
- Evarcha michailovi Logunov, 1992
- Evarcha mirabilis Wesolowska & Haddad, 2009
- Evarcha mongolica Danilov & Logunov, 1994
- Evarcha mustela (Simon, 1902)
- Evarcha natalica Simon, 1902
- Evarcha negevensis Prószyński, 2000
- Evarcha nenilini Rakov, 1997
- Evarcha nepos (O. P.-Cambridge, 1872)
- Evarcha nigricans (Dalmas, 1920)
- Evarcha nigrifrons (C. L. Koch, 1846)
- Evarcha obscura Caporiacco, 1947
- Evarcha optabilis (Fox, 1937)
- Evarcha orientalis (Song & Chai, 1992)
- Evarcha paralbaria Song & Chai, 1992
- Evarcha patagiata (O. P.-Cambridge, 1872)
- Evarcha petrae Prószyński, 1992
- Evarcha picta Wesolowska & van Harten, 2007
- Evarcha pileckii Prószyński, 2000
- Evarcha pinguis Wesolowska & Tomasiewicz, 2008
- Evarcha pococki Żabka, 1985
- Evarcha praeclara Prószyński & Wesolowska, 2003
- Evarcha prosimilis Wesolowska & Cumming, 2008
- Evarcha proszynskii Marusik & Logunov, 1998
- Evarcha pseudopococki Peng, Xie & Kim, 1993
- Evarcha pulchella (Thorell, 1895)
- Evarcha reiskindi Berry, Beatty & Prószyński, 1996
- Evarcha rotundibulbis Wesolowska & Tomasiewicz, 2008
- Evarcha russellsmithi Wesolowska & Tomasiewicz, 2008
- Evarcha seyun Wesolowska & van Harten, 2007
- Evarcha sichuanensis Peng, Xie & Kim, 1993
- Evarcha similis Caporiacco, 1941
- Evarcha squamulata (Simon, 1902)
- Evarcha striolata Wesolowska & Haddad, 2009
- Evarcha syriaca Kulczyński, 1911
- Evarcha vitosa Próchniewicz, 1989
- Evarcha vittula Haddad & Wesolowska, 2011
- Evarcha wenxianensis Tang & Yang, 1995
- Evarcha wulingensis Peng, Xie & Kim, 1993
- Evarcha zimbabwensis Wesolowska & Cumming, 2008

## Featheroides
Featheroides Peng et al., 1994
- Featheroides typicus Peng et al., 1994
- Featheroides yunnanensis Peng et al., 1994

## Festucula
Festucula Simon, 1901
- Festucula festuculaeformis (Lessert, 1925)
- Festucula lawrencei Lessert, 1933
- Festucula vermiformis Simon, 1901

## Flacillula
Flacillula Strand, 1932
- Flacillula albofrenata (Simon, 1905)
- Flacillula incognita Żabka, 1985
- Flacillula lubrica (Simon, 1901)
- Flacillula minuta (Berland, 1929)
- Flacillula nitens Berry, Beatty & Prószyński, 1997
- Flacillula purpurea (Dyal, 1935)

## Fluda
Fluda Peckham & Peckham, 1892
- Fluda angulosa Simon, 1900
- Fluda araguae Galiano, 1971
- Fluda elata Galiano, 1986
- Fluda goianiae Soares & Camargo, 1948
- Fluda inpae Galiano, 1971
- Fluda narcissa Peckham & Peckham, 1892
- Fluda nigritarsis Simon, 1900
- Fluda opica (Peckham & Peckham, 1892)
- Fluda perdita (Peckham & Peckham, 1892)
- Fluda princeps Banks, 1929
- Fluda ruficeps (Taczanowski, 1878)

## Frespera
Frespera Braul & Lise, 2002
- Frespera carinata (Simon, 1902)
- Frespera meridionalis Braul & Lise, 2002

## Freya
Freya C. L. Koch, 1850
- Freya albosignata (F. O. P.-Cambridge, 1901)
- Freya arraijanica Chickering, 1946
- Freya atures Galiano, 2001
- Freya bicavata (F. O. P.-Cambridge, 1901)
- Freya bifida (F. O. P.-Cambridge, 1901)
- Freya bifurcata (F. O. P.-Cambridge, 1901)
- Freya chapare Galiano, 2001
- Freya chionopogon Simon, 1902
- Freya decorata (C. L. Koch, 1846)
- Freya demarcata Chamberlin & Ivie, 1936
- Freya disparipes Caporiacco, 1954
- Freya dureti Galiano, 2001
- Freya dyali Roewer, 1951
- Freya emarginata (F. O. P.-Cambridge, 1901)
- Freya frontalis Banks, 1929
- Freya grisea (F. O. P.-Cambridge, 1901)
- Freya infuscata (F. O. P.-Cambridge, 1901)
- Freya justina Banks, 1929
- Freya longispina (F. O. P.-Cambridge, 1901)
- Freya maculatipes (F. O. P.-Cambridge, 1901)
- Freya minuta (F. O. P.-Cambridge, 1901)
- Freya nannispina Chamberlin & Ivie, 1936
- Freya nigrotaeniata (Mello-Leitão, 1945)
- Freya perelegans Simon, 1902
- Freya petrunkevitchi Chickering, 1946
- Freya prominens (F. O. P.-Cambridge, 1901)
- Freya regia (Peckham & Peckham, 1896)
- Freya rubiginosa (C. L. Koch, 1846)
- Freya rufohirta (Simon, 1902)
- Freya rustica (Peckham & Peckham, 1896)

## Frigga
Frigga C. L. Koch, 1850
- Frigga coronigera (C. L. Koch, 1846)
- Frigga crocuta (Taczanowski, 1878)
- Frigga finitima Galiano, 1979
- Frigga flava (F. O. P.-Cambridge, 1901)
- Frigga kessleri (Taczanowski, 1872)
- Frigga opulenta Galiano, 1979
- Frigga pratensis (Peckham & Peckham, 1885)
- Frigga quintensis (Tullgren, 1905)
- Frigga rufa (Caporiacco, 1947)
- Frigga simoni (Berland, 1913)

## Fritzia
Fritzia O. P.-Cambridge, 1879
- Fritzia muelleri O. P.-Cambridge, 1879

## Fuentes
Fuentes Peckham & Peckham, 1894
- Fuentes pertinax Peckham & Peckham, 1894
- Fuentes yucatan Ruiz & Brescovit, 2007

## Furculattus
Furculattus Balogh, 1980
- Furculattus maxillosus Balogh, 1980

## Galianora
Galianora Maddison, 2006
- Galianora bryicola Maddison, 2006
- Galianora sacha Maddison, 2006

## Gambaquezonia
Gambaquezonia Barrion & Litsinger, 1995
- Gambaquezonia itimana Barrion & Litsinger, 1995

## Gastromicans
Gastromicans Mello-Leitão, 1917
- Gastromicans albopilosa (Simon, 1903)
- Gastromicans hondurensis (Peckham & Peckham, 1896)
- Gastromicans levispina (F. O. P.-Cambridge, 1901)
- Gastromicans noxiosa (Simon, 1886)
- Gastromicans tesselata (C. L. Koch, 1846)
- Gastromicans vigens (Peckham & Peckham, 1901)

## Gavarilla
Gavarilla Ruiz & Brescovit, 2006
- Gavarilla arretada Ruiz & Brescovit, 2006
- Gavarilla ianuzziae Ruiz & Brescovit, 2006

## Gedea
Gedea Simon, 1902
- Gedea daoxianensis Song & Gong, 1992
- Gedea flavogularis Simon, 1902
- Gedea sinensis Song & Chai, 1991
- Gedea tibialis Żabka, 1985
- Gedea unguiformis Xiao & Yin, 1991

## Gelotia
Gelotia Thorell, 1890
- Gelotia argenteolimbata (Simon, 1900)
- Gelotia bimaculata Thorell, 1890
- Gelotia frenata Thorell, 1890
- Gelotia lanka Wijesinghe, 1991
- Gelotia robusta Wanless, 1984
- Gelotia salax (Thorell, 1877)
- Gelotia syringopalpis Wanless, 1984

## Ghelna
Ghelna Maddison, 1996
- Ghelna barrowsi (Kaston, 1973)
- Ghelna canadensis (Banks, 1897)
- Ghelna castanea (Hentz, 1846)
- Ghelna sexmaculata (Banks, 1895)

## Ghumattus
Ghumattus Prószyński, 1992
- Ghumattus primus Prószyński, 1992

## Giuiria
Giuiria Strand, 1906
- Giuiria unica Strand, 1906

## Goleba
Goleba Wanless, 1980
- Goleba jocquei Szüts, 2001
- Goleba lyra Maddison & Zhang, 2006
- Goleba pallens (Blackwall, 1877)
- Goleba puella (Simon, 1885)
- Goleba punctata (Peckham & Wheeler, 1889)

## Goleta
Goleta Peckham & Peckham, 1894
- Goleta peckhami Simon, 1900
- Goleta workmani (Peckham & Peckham, 1885)

## Gorgasella
Gorgasella Chickering, 1946
- Gorgasella eximia Chickering, 1946

## Gramenca
Gramenca Rollard & Wesolowska, 2002
- Gramenca prima Rollard & Wesolowska, 2002

## Grayenulla
Grayenulla Żabka, 1992
- Grayenulla australensis Żabka, 1992
- Grayenulla dejongi Żabka, 1992
- Grayenulla nova Żabka, 1992
- Grayenulla spinimana Żabka & Gray, 2002
- Grayenulla waldockae Żabka, 1992
- Grayenulla wilganea Żabka & Gray, 2002
- Grayenulla wishartorum Żabka, 1992

## Gypogyna
Gypogyna Simon, 1900
- Gypogyna forceps Simon, 1900